# Swedish Book Review
Swedish Book Review är en brittisk litteraturtidskrift startad 1983. Den utkommer med två nummer per år. I tidskriften presenteras svensk litteratur med översättningar och introduktioner.